# Lioglyphostoma woodringi
Lioglyphostoma woodringi is een slakkensoort uit de familie van de Pseudomelatomidae. De wetenschappelijke naam van de soort is voor het eerst geldig gepubliceerd in 1953 door Fargo.